# Eirjet
Eirjet (Eigenschreibweise eirjet) war eine irische Charterfluggesellschaft mit Sitz in Shannon und Basis auf dem Flughafen Shannon.

## Geschichte
Die Airline wurde 2004 gegründet und nahm am 23. Dezember 2004 ihren Flugdienst auf. Zu der anfänglichen Flotte von zwei Airbus A320-200 stießen 2005 zwei weitere Flugzeuge desselben Typs hinzu. Eirjet versuchte im selben Jahr auch, die Verkehrsrechte für transkontinentale Flüge in die Vereinigten Staaten zu erhalten, was jedoch scheiterte.
Auf Grund von Fehlern des Managements, insbesondere bezüglich des Verleasens der eigenen Flugzeuge an Ryanair, die man selbst zur Durchführung der eigenen Flüge benötigt hätte, musste die Fluggesellschaft am 18. Oktober 2006 ihren Betrieb einstellen.

## Flotte
Mit Stand Oktober 2006 bestand die Flotte der Eirjet aus vier Flugzeugen mit einem Durchschnittsalter von knapp 10 Jahren:
- 4 Airbus A320-200